# Tellico
Tellico — менеджер коллекций для KDE.

## Возможности
Tellico позволяет создать коллекцию абсолютно любого типа, хотя в первоначальном виде программа имеет следующие шаблоны коллекций:
- Книги
- Библиография
- Комиксы
- Фильмы
- Музыка
- Монеты
- Марки
- Карточки
- Вина
- Игры

Программа может использоваться как простая и удобная база данных, поскольку имеет функцию создания отчётов. Например, можно вести учёт книг в библиотеке, сколько книг имеется в наличии и у кого они находятся в настоящий момент. Таким образом, за два клика можно посмотреть, у кого из посетителей истёк срок хранения книг.
Программа имеет функцию учёта должников. За два клика можно указать, кто взял какой-то фильм и когда обещал вернуть. При этом запись о сроке возвращения автоматически помещается в KOrganizer.
Программа может получать данные из разных источников: IMDB, Amazon и др.
Программа может экспортировать и импортировать данные почти изо всех популярных форматов коллекций: Alexandria, GCfilms, BibTeX и мн. др.
Имеет русский интерфейс.

## Аналогичные программы
Альтернативы есть, но они имеют узкую специализацию:
- GCfilms — мощный менеджер коллекций фильмов (сменил название на GCstar);
- Alexandria — менеджер коллекций книг;
- Koha — автоматизированная библиотечная информационная система.